# Spartoi
Spartoi, Spartowie (Σπαρτοί, „Posiani Ludzie”) – w mitologii greckiej ludzie, którzy narodzili się z zębów smoka zabitego przez Kadmosa.
Po zabiciu poświęconego Aresowi smoka w miejscu, które wskazała mu wyrocznia delficka, Kadmos za radą Ateny zasiał ziemię zębami zabitego potwora. Wyrośli z nich uzbrojeni wojownicy. Kadmos cisnął wówczas między nich kamień, a ci zaczęli walczyć między sobą. Ze starcia uszło z życiem jedynie pięciu: Chtonios („Ziemny”, ojciec Nikteusza i Likosa), Udajos („Podziemny”, przodek wieszcza Tejrezjasza), Peloros („Olbrzym”), Hyperenor („Najpotężniejszy”) i Echion („Wąż”, ojciec Penteusza). Pomogli oni zbudować Kadmosowi miasto Kadmeję, późniejsze Teby, a swoje pochodzenie od nich wywodziły rody tebańskiej arystokracji.
Drugie pokolenie Posianych Ludzi powstało z części smoczych zębów podarowanych przez Atenę królowi Ajetesowi. Gdy Jazon przybył do Kolchidy w poszukiwaniu złotego runa, Ajetes polecił mu obsiać zębami pole i pokonać wojowników, którzy z nich wyrosną. Jazon cisnął między nich kamieniem, a ci wówczas pozabijali się wzajemnie.